# Гилермо Гарсия Канту
Гилермо Гарсия Канту (на испански: Guillermo García Cantú) е мексикански актьор.

## Биография
Гилермо Гарсия Канту започва актьорската си кариера на 25-годишна възраст. Първата теленовела, в която участва, е С чиста кръв от 1985 г., режисирана от Хосе Рендон и продуцирана от Ернесто Алонсо за Телевиса. През следващата година получава първата си главна положителна (и единствена) роля в теленовелата Измамата, в която си партнира с Ерика Буенфил, режисирана Серхио Хименес и продуцирана от Ернесто Алонсо.
Кариерата му е обширна – участва в повече от 20 теленовели, сред които се открояват: Когато дойде любовта (1990), режисирана от Мигел Корсега и Моника Мигел и продуцирана от Карла Естрада, в която споделя сцени с Лусеро, Омар Фиеро и Найлеа Норвинд; Маримар (1994), режисирана от Беатрис Шеридан и продуцирана от Вероника Пимстейн, където си партнира с Талия, Едуардо Капетийо и Шантал Андере; Росалинда (1999), в която има специално участие и си партнира с Анхелика Мария, режисирана от Беатрис Шеридан и продуцирана от Салвадор Мехия; Натрапницата (2001), режисирана от Беатрис Шеридан и продуцирана от Игнасио Сада Мадеро, където споделя сцени с Габриела Спаник, Силвия Дербес, Барбара Хил, Енрике Лисалде и Карлос Камара; и Да обичаш отново, продуцирана от Лусеро Суарес. Гилермо е емблематичен мексикански актьор, интерпретирайки злодея в историята.
През 2005 г. участва в Мащехата, теленовела, в която той играе главния антагонистичен герой, споделяйки заслуги с Виктория Руфо и Сесар Евора и Сесилия Габриела. През 2006 г. играе в теленовелата Пощенски код. През 2008 г. се присъединява към актьорския състав на успешната теленовела Огън в кръвта, споделяйки сцени с Адела Нориега, Диана Брачо и Нинел Конде.
През 2010 г. участва в теленовелата Триумф на любовта, в която той заедно с Даниела Ромо и Доминика Палета са злодеите в историята, споделяйки сцени с Виктория Руфо, Маите Перони и Уилям Леви.
През 2014 г. участва в теленовелата Необичана, продуцирана от Хосе Алберто Кастро, заедно с Виктория Руфо, Нора Салинас и други.
През следващата година има специално участие на злодей в Непростимо, теленовела, режисирана от Моника Мигел, Виктор Мануел Фульо и Алберто Диас и продуцирана от Салвадор Мехия, където споделя сцени с Клаудия Рамирес, Ана Бренда Контрерас и Гретел Валдес.
През 2016 г. той е главният антагонист заедно с Жаклин Андере, Наталия Гереро и Габриела Вергара в Амазонките, споделяйки сцени с Дана Гарсия, Андрес Паласиос, Виктория Руфо и Сесар Евора, отново под продукцията на Мехия.
Между 2018 и 2020 г. участва в теленовелите Да обичам без закон и Лекари, линия на живота, в които не играе отрицателна роля, продуцирани от Хосе Алберто Кастро.
През 2022 г. има специално участие в теленовелата Богатите също плачат, продуцирана от Карлос Бардасано, в която си партнира с Алехандра Барос, Асела Робинсън, Себастиан Рули, Клаудия Мартин, Диего Клейн, Фабиола Гуахардо и Виктор Гонсалес.
Към ролите на злодея в историята се завръща през 2023 г. с теленовелата Непобедима любов, продуцирана от Хуан Осорио.

## Филмография

### Теленовели
- Дъщерите на госпожа Гарсия (2024-2025) – Луис Портия
- Господарят на небесата (2024) – Едмундо Сан Роман
- Непобедима любов (2023) – Рамсес Торенегро
- Мария Феликс: Мексиканската дива (2022) – Бернардо Феликс Флорес
- Богатите също плачат (2022) – Алберто Салватиера
- Помниш ли ме (2021) – Олмо Касерес
- Лекари, линия на живота (2019) – Алонсо Вега
- Да обичам без закон (2018-2019) – Алонсо Вега
- Амазонките (2016) – Лорето Гусман Валдес
- Непростимо (2015) – Арон Мартинес
- Необичана (2014) – Норберто Паласиос Ринкон
- Триумф на любовта (2010/11) – Гиермо Кинтана
- Хамелеони (2009/10) – Аугусто Понсе де Леон
- Огън в кръвта (2008) – Фернандо Ескандон
- Пощенски код (2006/07) – Клаудио Гарса
- Перегрина (2005) – Карион
- Мащехата (2005) – Деметрио Ривера
- Да обичаш отново (2003/04) – Гилермо Монтеро
- Само за теб (2002/03) – Леонардо
- Натрапницата (2001) – Родриго „Джунър“ Хункера
- Хубава жена (2001) – Леополдо
- Винаги ще те обичам (2000) – Хорхе Монтесинос
- Серафим (1999) – Раул Салгадо
- Росалинда (1999) – Хосе Фернандо Алтамирано
- Здраве, пари и любов (1997/98) – Фелипе
- Марисол (1996) – Раул Монтемар
- Любовна песен (1996) – Арисменди
- Акапулко, тяло и душа (1995) – Марсело
- Валентина (1993) – Виктор Лухан
- Триъгълник (1992) – Давид Вияфранка Линарес
- В капан (1991/92) – Виктор Монтеро
- Когато дойде любовта (1989/90) – Родриго Фернандес Перейра
- Къщата в края на улицата (1989) – Браулио
- Два живота (1988) – Маурисио
- Колко боли да мълчиш (1987) – Мауро
- Измамата (1986) ... Херардо
- Съблазняване (1986) – Камило
- С чиста кръв (1985/86) – Анселмо Бустаманте

### Сериали
- Дизайнер и от двата пола (2001) – себе си, един епизод
- Жени, случаи от реалния живот (1990) – Бенхамин, един епизод
- Белязаният час (1989) – Гилермо Кано, един епизод

### Театър
- Десетте дни, които разтърсиха света (1984)

## Награди и номинации
- Награди Ти Ви и Новелас

| Година | Категория                           | Теленовела               | Резултат  |
| ------ | ----------------------------------- | ------------------------ | --------- |
| 2020   | Най-добър пръв актьор               | Да обичам без закон      | Номиниран |
| 2019   | Най-добър пръв актьор               | Да обичам без закон      | Номиниран |
| 2012   | Най-добър актьор в отрицателна роля | Триумф на любовта        | Номиниран |
| 2009   | Най-добър актьор в отрицателна роля | Огън в кръвта            | Печели    |
| 2006   | Най-добър актьор в отрицателна роля | Мащехата                 | Номиниран |
| 2002   | Най-добър актьор в поддържаща роля  | Натрапницата             | Номиниран |
| 1996   | Най-добър актьор в отрицателна роля | Акапулко, тяло и душа    | Номиниран |
| 1990   | Най-добър млад актьор               | Къщата в края на улицата | Номиниран |
| 1987   | Най-добър млад актьор               | Измамата                 | Номиниран |
| 1986   | Най-добро мъжко откритие            | С чиста кръв             | Номиниран |

- Награди Браво

| Година | Категория                           | Теленовела    | Резултат |
| ------ | ----------------------------------- | ------------- | -------- |
| 2009   | Най-добър актьор в отрицателна роля | Огън в кръвта | Печели   |